# Sphinctanthus striiflorus
Sphinctanthus striiflorus är en måreväxtart som först beskrevs av Dc., och fick sitt nu gällande namn av Joseph Dalton Hooker och Karl Moritz Schumann. Sphinctanthus striiflorus ingår i släktet Sphinctanthus och familjen måreväxter. Inga underarter finns listade i Catalogue of Life.